# Steinbach (Loisach, Bichl)
Der Steinbach ist ein Bach im oberbayerischen Landkreis Bad Tölz-Wolfratshausen, der nach einem mit seinem Hauptoberlauf Murnerbach zusammen über 12 km langen, etwa nordwestlichen Lauf bei der Einöde Schögger am Rain der Gemeinde Bichl von rechts in die Loisach mündet.

## Geographie

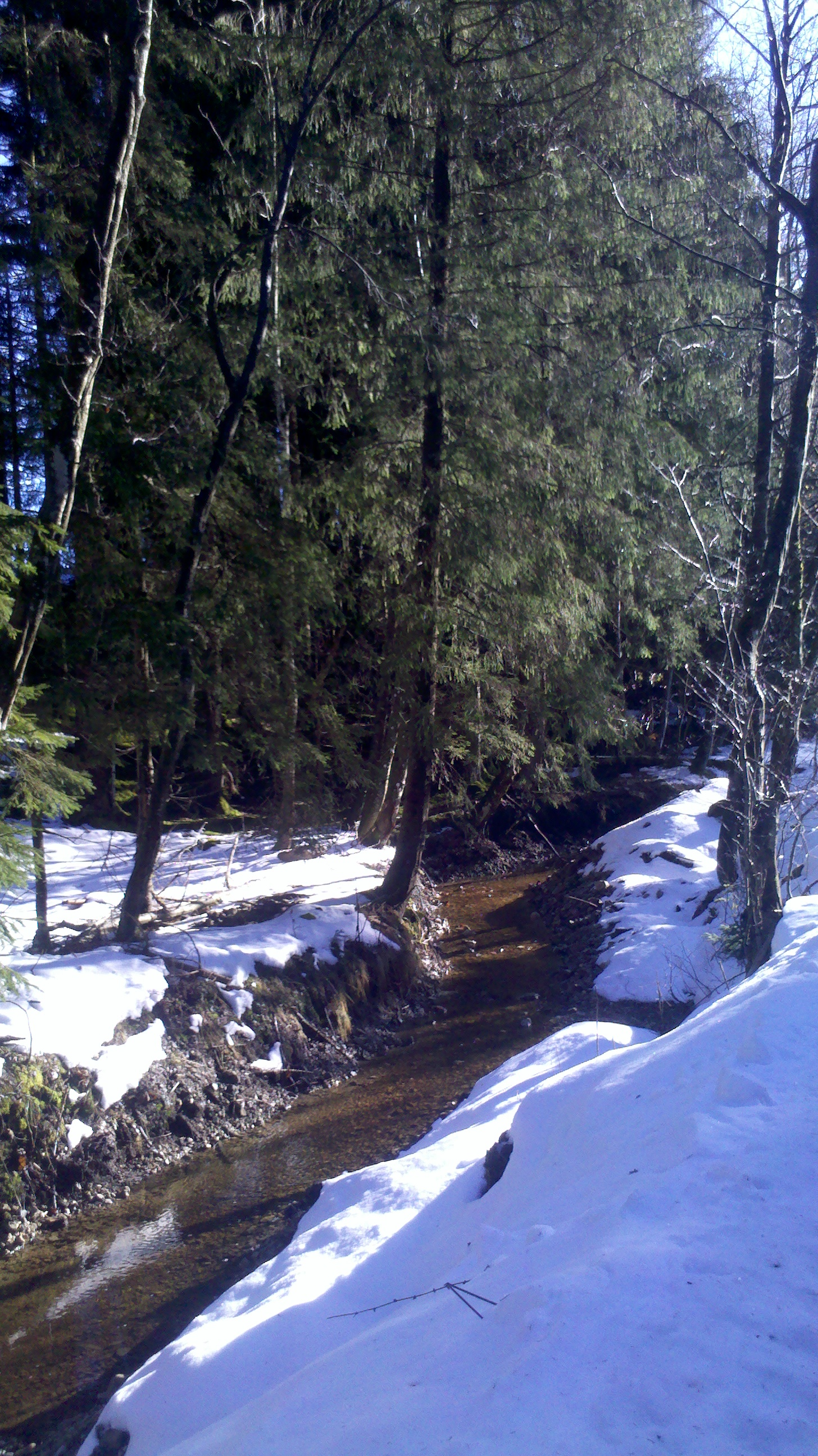
Murnerbach bei der Baumköpflalm

### Oberlauf Murnerbach

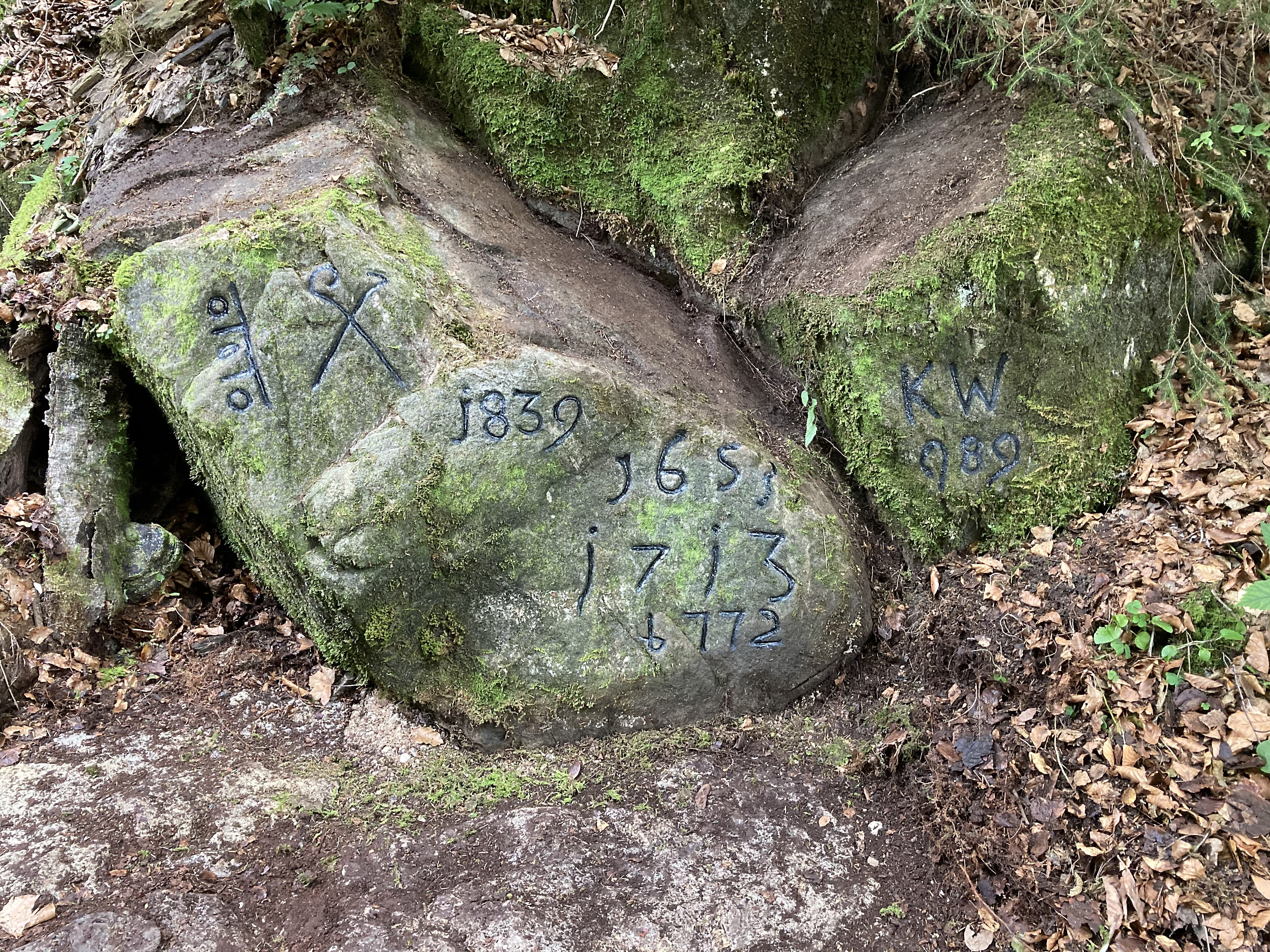
Historischer Grenzstein von 1653 am Murnerbach-Steinbach zwischen dem Klostergericht Benediktbeuern und dem Landgericht Tölz

Der Steinbach entsteht in den Kocheler Bergen südlich über der Dudlalm der Gemeinde Wackersberg in einem Talkessel zwischen Moosenbergkopf im Westen und Kesselkopf im Osten, wo ein Büschel von Quellbächen sich auf 1043 m ü. NHN zum Oberlauf Murnerbach vereint. Die mündungsfernste Quelle entspringt auf ca. 1160 m ü. NHN etwa 200 Meter östlich der Neulandhütte auf dem Sattel zwischen Moosenbergkopf und Längenberg. Der Murnerbach fließt nordnordwestlich, anfangs nacheinander dicht an der Dudlalm, der Baumköpflalm und der Lexenhütte der Gemeinde vorbei durch eine Mattenlandschaft, die „Murnau“ (= Moorau)  mit eingestreuten Waldstücken, danach etwa nördlich durch den Bergwald.
Er nimmt noch im Bereich der Murnau einen längeren Zufluss aus dem Südwesten von der Sattelalm auf, im Waldabschnitt danach einen aus westlicher Richtung, dessen Quelläste im Fächer zwischen Vogelkopf und Buchenauer Kopf entspringen, kurz danach vom Hochtannenkopf (1180 m ü. NHN) im Ostnordosten den ersten nicht ganz kleinen rechten. Nach einem Lauf von etwa 4,1 km mündet etwa 0,6 km südwestlich der Lehenbauernalm von rechts und auf etwa 888 m ü. NHN der nur etwa 1,1 km lange und einzugsgebietsarme Wischetsgraben ein. Ca. 200 m bachabwärts verlässt der Murnerbach Wackersberg und wechselt über die Gemeindegrenze nach Bichl, ab hier heißt der Bach Steinbach. Diese Stelle markiert ein historischer Grenzstein von 1653.

### Verlauf
Der Steinbach fließt auf dem größeren Teil seines Laufes gewunden und westnordwestlich weiterhin im Wald der Kocheler Berge zwischen den in selber Richtung abfallenden beidseitigen Bergrücken mit den Haupterhebungen Buchenauer Kopf links (1225 m ü. NHN) und Zwieselberg rechts (1348 m ü. NHN). Schon nach etwa 0,2 km verlässt er dabei das Wackersberger Gemeindegebiet und ist nun zunächst Grenzbach zwischen den Gemeinden Benediktbeuern am linken und Bichl am rechten Ufer, danach weicht diese Gemeindegrenze an den linken Hang. In diesem Laufabschnitt nimmt der Steinbach zahlreiche selbst wiederum teilweise fein aufgefiederte Nebenbäche auf.
Gegen dessen Ende zu geht im schon flacheren, sich aufweitenden Talgrund gegenüber dem Hollerkopf (930 m ü. NHN) und unter der Einöde Straßberg von Benediktbeuern nach links der Dorfbach ab, der sich dann beim Bichler Weiler Hofstätt vom Steinbachlauf abkehrt und in der weiten Talebene rechts der Loisach westnordwestlich durch Bichl läuft und in den Fluss nach einem Lauf von 5,4 km noch oberhalb des Steinbachs selbst mündet. Der Steinbach dagegen durchzieht das Flachland von Hofstätt an nordnordwestlich, meist wenig jenseits der Gemeindegrenze zu Bad Heilbrunn, und mündet etwa 3,9 km abwärts von der Gewässerabtrennung von rechts bei der Bichler Einöde Schögger am Rain in die untere Loisach.
Das Bachbett des Steinbachs ist mit zahlreichen Geröllsperren verbaut. Der Steinbach mündet, nach einem Gesamtlauf von 12,6 km Länge mit einem mittleren Sohlgefälle von 45 ‰, etwa unterhalb der mündungsfernsten Quelle seines Oberlaufes Murnerbach.

### Einzugsgebiet
Vom 17,2 km² großen Einzugsgebiet des Steinbachs liegen über 90 % in der überwiegend bewaldeten Berglandschaft der Kocheler Berge, einem Nordsporn der Bayerischen Voralpen zwischen den davor sich vereinenden Flüssen Loisach und Isar. Entsprechend ist die hydrologisch bedeutendste Wasserscheide des zur Loisach entwässernden Steinbach-Einzugsgebietes die östliche zur Isar. Hinter der vom Längenberg (1244 m ü. NHN) über den Hochtannenkopf (1184 m ü. NHN) zum höchsten Punkt des Einzugsgebietes auf dem Zwieselberg (1348 m ü. NHN) ziehenden Grenze laufen Arzbach, (Wackersberg-Arzbacher!) Lainbach und (Wackersberg-Steinbacher!) Steinbach nordost- oder ostwärts zu dieser. Die am Zwieselberg ansetzende Nordgrenze scheidet von den Einzugsgebieten von Stallauer Bach, Schellenbach und Kaltenbach, die abwärts des Steinbachs der Loisach zulaufen.
Im Bereich des Unterlaufs in der Loisachtalebene ist das Einzugsgebiet ein nur schmaler Schlauch um das hier nordnordöstlich ziehende Gewässer, der einzige bedeutende linke Konkurrent ist in diesem Flachland der von ihm selbst abgeleitete Dorfbach.
Hinter der noch fehlenden südwestlichen Wasserscheide, die ab Benediktbeuern-Straßberg den Westhang der Kocheler Berge erklimmt, konkurriert im Anstieg bis zum Windpässelkopf (1146 m ü. NHN) der Aschbach, dann hinter dem Bergrücken von diesem Westsporn über den Buchenauer Kopf (1225 m ü. NHN), den Vogelkopf (1210 m ü. NHN), den Sattelkopf (1202 m ü. NHN), den Moosbergkopf (1244 m ü. NHN) bis zurück zum Längenberg der (Benediktbeuerner!) Lainbach mit seinem aus den Abschnitten Sattelbach und Kotlaine bestehenden rechter Oberlaufzug; Aschbach wie dieser Lainbach sind Zuflüsse der aufwärtigen Loisach.

### Zuflüsse
Auswahl.
- Wischnetsgraben, von rechts eben noch in den Abschnitt Murnerbach vor der Gemeindegrenze von Wackersberg zu Bichl und Benediktbeuern
- Tiefengraben, von rechts nach der Gemeindegrenze im Gebiet von Bichl
- Markgraben, von links, entlang der Gemeindegrenze Benediktbeuern/Bichl
- Anzenbach, von rechts, 2,4 km[GV 1] und 2,0 km².[GV 2] Entspringt auf einer Höhe von bis über 1215 m ü. NHN[BA 1] am Zwieselberg (1348 m ü. NHN[BA 4]).
- Steingraben, von links auf 791 m ü. NHN[BA 3], 2,0 km und 1,0 km².
- Jochergraben, von links, nach der Bichlerhütte
- Schmiedgraben, von rechts
- Krummgraben, von links
- Hausgraben, von links
- Hollergraben, von rechts, 1,9 km[GV 3] und 1,3 km².[GV 4] Entspringt am Angerlkopf (1260 m ü. NHN[BA 4]).
- → (Abgang Dorfbach), nach links, auf ca. 683 m ü. NHN[BA 4] zu Füßen der Einöde Straßberg von Benediktbeuern, mündet westnordwestlich von Bichl oberhalb des Steinbachs in die Loisach, 5,4 km[GV 1] und 1,2 km².[GV 2]
- (Notablass Dorfbach), von links, zwischen dem Freibad und dem Weiler Hofstätt von Bichl
- (Bach durch Bad Heilbrunn-Obersteinach) (von rechts), kurz vor der Brücke der gebündelten B 11/B 472.